# Giovanni Acciaiuoli de Cesena
Giovanni Acciaiuoli fou bisbe de Cesena el 1332, oncle de Piero Acciaiuoli i germà d'Alamanno Acciaiuoli. Fou vicari general de la diòcesi de Bolonya des del 1334, però en fou expulsat pels fidels el 1337.
Va morir a Florència el 1339.